# Comuna Kistanje, Šibenik-Knin
Kistanje (sârbă Кистање) este o comună în cantonul Šibenik-Knin, Croația, având o populație de 3.481 de locuitori (2011).

## Demografie
Componența etnică a comunei Kistanje
     Sârbi (62,22%)
     Croați (36,83%)
     Necunoscut (0,34%)
     Neclasificat (0,37%)
Componența confesională a comunei Kistanje
     Ortodocși (62,19%)
     Catolici (36,66%)
     Necunoscută (0,43%)
     Alte religii (0,72%)
Conform recensământului din 2011, comuna Kistanje avea 3.481 de locuitori. Din punct de vedere etnic, majoritatea locuitorilor (62,22%) erau sârbi, cu o minoritate de croați (36,83%). Apartenența etnică nu este cunoscută în cazul a 0,34% din locuitori. Din punct de vedere confesional, majoritatea locuitorilor (62,19%) erau ortodocși, cu o minoritate de catolici (36,66%). Pentru 0,43% din locuitori nu este cunoscută apartenența confesională.